# Kodachi

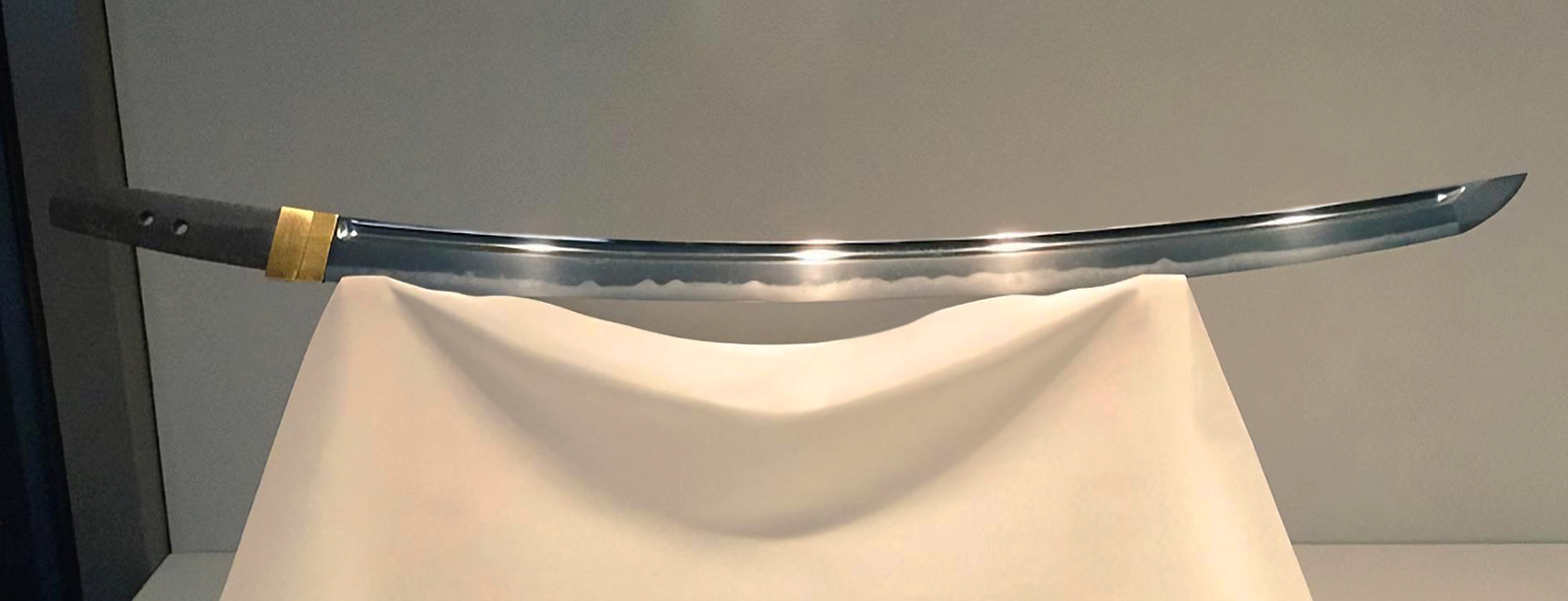
A Kodachi (Hachiya Nagamitsu), século 13

Kodachi, traduzindo literalmente "tachi pequeno e curto (espada), é uma das espadas tradicionalmente feitas e usadas pelas classes samurias no Japão Feudal e é uma intermediária entre a Wakizashi e a Katana. É usada principalmente para a defesa pois seu tamanho reduzido (59 cm) duplica sua velocidade em relação a espadas maiores, embora não proporcione um bom ataque.

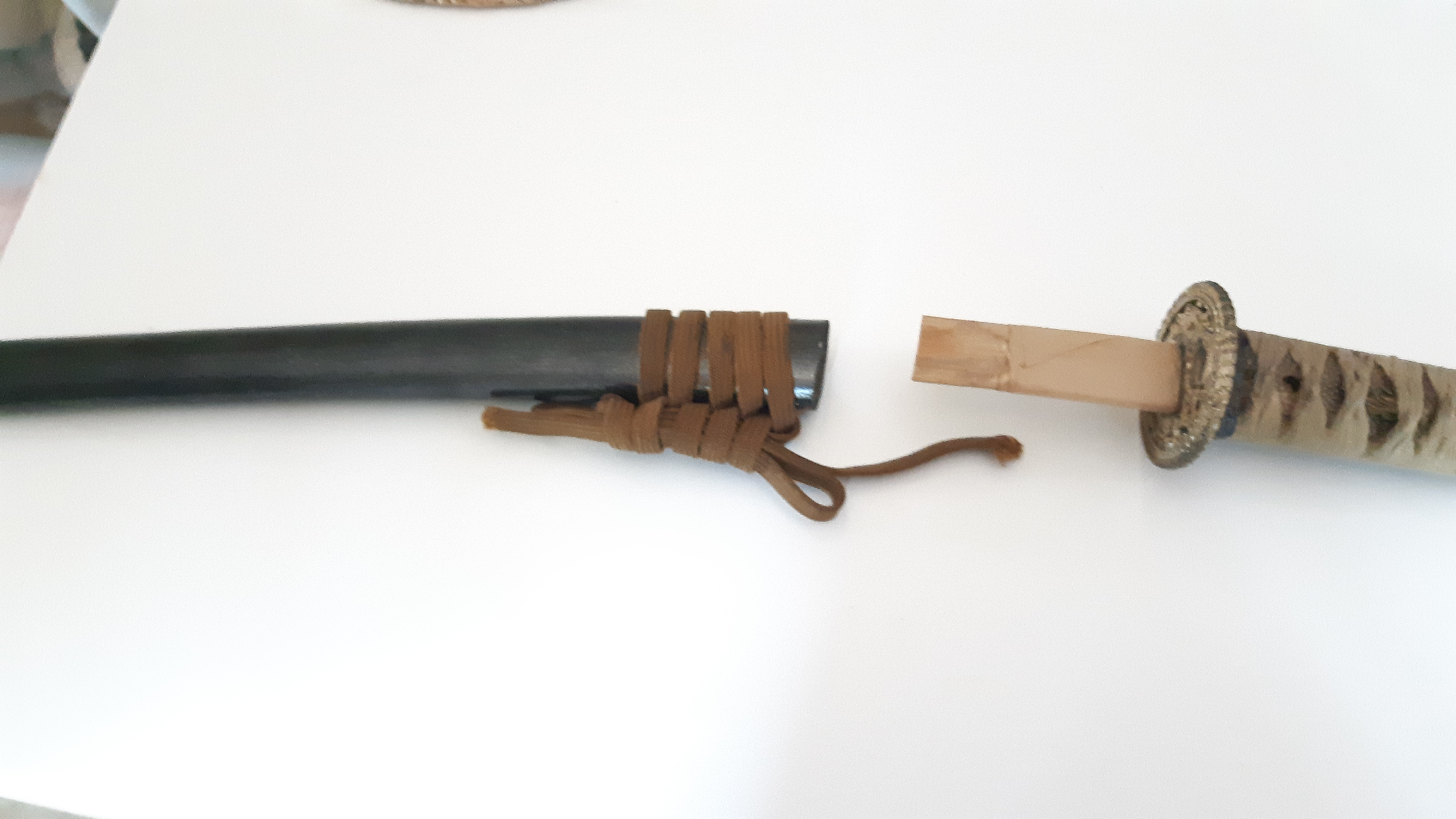
Kodachi da Escola Heiho Niten Ichi Ryu (Musashi).

A Kodachi tem a dobra da lâmina levemente maior que a Wakizashi e um pouco mais leve, tem sem tamanho mais aproximado com a Wakizashi do que com a Katana.
É frequente ser confundida com a Wakizashi.
Atualmente, existem alguns praticantes que usam um par de kodachi para lutarem misturando as técnicas com estilos de outras artes-marciais, como karate, judô e mais freqüentemente o kenpo, pois alguns registros históricos dizem que alguns ninjas da antiguidade se utilizavam dessas combinações misturadas com ninjutsu. Os ninjas também usavam a Kodachi para se punir.